# Luận tội Donald Trump lần thứ hai

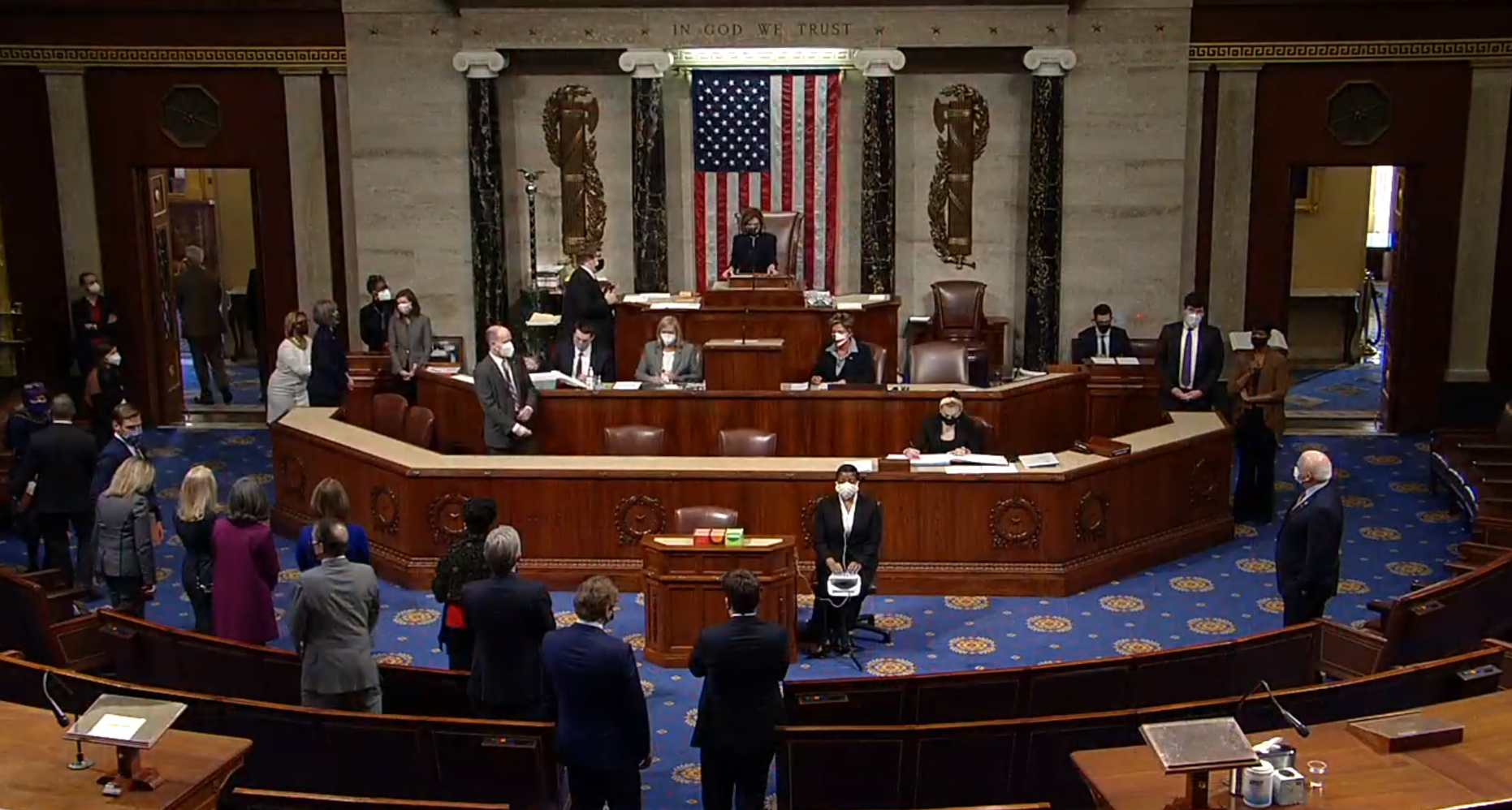
Hạ viện bỏ phiếu luận tội

Donald Trump, tổng thống thứ 45 của Hoa Kỳ, đã bị Hạ viện luận tội lần thứ hai vào ngày 13 tháng 1 năm 2021. Hạ viện đã thông qua điều khoản luận tội kích động nổi loạn.  Ông là tổng thống Hoa Kỳ đầu tiên (và cũng là người giữ chức vụ liên bang đầu tiên) bị luận tội hai lần. Cuộc luận tội của ông diễn ra sau nỗ lực của ông nhằm lật ngược kết quả cuộc bầu cử tổng thống năm 2020.  Điều khoản luận tội nhắc đến vụ bê bối Trump-Raffensperger và việc ông kích động bạo loạn tại Điện Capitol một tuần trước đó.
Chủ tịch Hạ viện Nancy Pelosi cho biết Hạ viện sẽ luận tội Trump vì đã xúi giục "một cuộc phiến loạn vũ trang chống Mỹ" nếu nội các của ông không tước các quyền lực của ông qua Tu chính án thứ 25. Ngày 11 tháng 1, Pelosi đã đưa Phó Tổng thống Mike Pence một tối hậu thư, yêu cầu ông kích hoạt Tu chính án thứ 25 trong vòng 24 tiếng đồng hồ, nếu không Hạ viện sẽ tiến hành thủ tục luận tội. Ngày 12 tháng 1, trong một lá thư đến Pelosi, Pence cho biết ông sẽ không kích hoạt Tu chính án thứ 25, và cho rằng làm vậy sẽ không phải "là lợi ích tốt nhất cho Quốc gia của chúng ta hoặc là theo Hiến pháp." Dù vậy, đa số thành viên Hạ viện đã thông qua một nghị quyết kêu gọi Pence kích hoạt Tu chính án thứ 25, nếu không Hạ viện sẽ luận tội Trump.
Ngày 11 tháng 1 năm 2021, một điều khoản luận tội được đề xuất trong Hạ viện Hoa Kỳ, cáo buộc rằng Trump đã kích động "hành động vô pháp tại Điện Capitol" Điều khoản được đến hơn 200 dân biểu đồng đề xuất.
Ngày 13 tháng 1 năm 2021, Trump bị Hạ viện luận tội. Ông trở thành tổng thống đầu tiên bị luận tội hai lần.  Đây là lần luận tội tổng thống thứ tư trong lịch sử Hoa Kỳ, và nhận được nhiều phiếu ủng hộ nhất từ đảng của tổng thống, và cũng là lần đầu tiên tất cả các thành viên theo phe đa số đều bỏ phiếu thuận.  Một số Thượng nghị sĩ Cộng hòa cũng đã lên tiếng ủng hộ luận tội Trump, trong đó có Lisa Murkowski từ Alaska và Ben Sasse từ Nebraska. Nếu hai phần ba Thượng viện bỏ phiếu kết tội Trump, ông sẽ trở thành tổng thống đầu tiên trong lịch sử Hoa Kỳ bị phế truất qua luận tội, hoặc là cựu tổng thống đầu tiên bị Thượng viện kết tội. Trong cả hai trường hợp, Trump sẽ có thể sẽ vĩnh viễn mất tư cách giữ chức vụ trong chính phủ Hoa Kỳ. Nếu Trump bị kết tội trước khi mãn nhiệm, Mike Pence sẽ trở thành tổng thống thứ 46 ngay lập tức.
Phiên tòa tại Thượng viện được hoạch định bắt đầu vào ngày 9 tháng 2. Tại phiên tòa, cần có 2/3 đa số thượng nghị sĩ để kết tội Trump. Việc kết tội sẽ kích hoạt cuộc bỏ phiếu thứ hai trong đó đa số đơn giản trong Thượng viện có thể khiến Trump bị cấm vĩnh viễn không được nắm giữ các chức vụ công ở Hoa Kỳ.

## Bối cảnh
Đầu tháng 1 năm 2021, Tổng thống Trump đã bị chỉ trích vì các hành động của mình liên quan đến nỗ lực lật ngược kết quả bầu cử tổng thống năm 2020. Vào ngày 2 tháng 1, ông đã gọi điện thoại cho Tổng thư ký tiểu bang Georgia Brad Raffensperger nhằm gây áp lực, đòi Raffensperger lật ngược kết quả cuộc bầu cử tại tiểu bang.  Ngày 6 tháng 1, ông đã bị cáo buộc kích động cuộc bạo loạn tại Điện Capitol, một hành động phiến loạn chống Hoa Kỳ.

## Các phương án được đề xuất
Bốn phương án nhằm phế truất Trump đã được đưa ra: từ chức, kích hoạt Tu chính án thứ 14, kích hoạt Tu chính án thứ 25, hoặc luận tội và kết tội.
Nếu Trump từ chức, Phó Tổng thống Mike Pence sẽ trở thành tổng thống thứ 46 của Hoa Kỳ; ông sẽ trở thành tổng thống tại nhiệm ngắn ngủi nhất vì nhiệm kỳ của ông sẽ kết thúc chỉ vài ngày sau khi nhậm chức. Nó sẽ vượt qua kỷ lục của William Henry Harrison, người từ trần chỉ 31 ngày sau khi nhậm chức.  Đây sẽ là lần thứ nhì trong lịch sử mà một tổng thống tự nguyện từ chức; lần đầu là Richard Nixon năm 1974 khi thấy rõ mình sẽ bị luận tội và phế truất vì vai trò trong vụ bê bối Watergate. Joe Biden sẽ nhậm chức ngày 20 tháng 1, trở thành tổng thống thứ 47.
Tu chính án thứ 14 nói về quyền công dân được thông qua sau cuộc Nội chiến. Theo đó, những người từng phiến loại chống lại Hoa Kỳ sẽ bị tước quyền giữ chức vụ.  Nếu Trump bị truất phế dưới Điều khoản 3 của Tu chính án thứ 14, Pence sẽ trở thành tổng thống thứ 46 của Hoa Kỳ, và vẫn là tổng thống tại nhiệm ngắn nhất trước khi Joe Biden nhậm chức tổng thống thứ 47 ngày 20 tháng 1.  Đây sẽ là lần thứ nhì mà Điều khoản 3 của Tu chính án thứ 14 được kích hoạt sau lần trước từ năm 1919, khi nó được sử dụng để ngăn chặn Victor L. Berger, người bị kết án theo Đạo luật Gián điệp, không được nhậm chức dân biểu trong Hạ viện. Nó cũng sẽ là lần đầu tiên được sử dụng cho một tổng thống đương nhiệm. Tuy nhiên, phương án này được xem là ít khả thi.
Nếu một hành động theo Tu chính án thứ 25 được thực thi, Pence sẽ trở thành Tổng thống tạm quyền, giữ "quyền hạn và nhiệm vụ của chức vụ" tổng thống, trong khi Trump vẫn giữ chức tổng thống nhưng bị tước mọi quyền lực. Đây sẽ là lần đầu tiên trong lịch sử mà Điều khoản 4 của Tu chính án thứ 25 được kích hoạt. Joe Biden vẫn nhậm chức tổng thống thứ 46 vào ngày 20 tháng 1 năm 2021.
Nếu Trump bị luận tội và kết tội trước khi mãn nhiệm, Pence sẽ trở thành tổng thống thứ 46 ngay lập tức, và Trump sẽ trở thành tổng thống đầu tiên trong lịch sử Hoa Kỳ bị kết tội trong phiên tòa luận tội. Nếu Trump bị luận tội (bất kể kết quả phiên luận tội tại Thượng viện), ông cũng sẽ trở thành tổng thống đầu tiên trong lịch sử Hoa Kỳ bị luận tội hai lần. Đã có thảo luận về việc kết tội ông trong Thượng viện sau khi ông mãn nhiệm.  Tuy nhiên, việc này chưa từng bị luận tội theo quy định hiến pháp, trừ một vụ bê bối năm 1876 khi Bộ trưởng Chiến tranh William W. Belknap bị luận tội ngay sau khi ông đã từ chức, tuy nhiên ông được tuyên trắng án trong Thượng viện.

## Tu chính án thứ 25
Tu chính án thứ 25 trong Hiến pháp Hoa Kỳ đối phó đến vấn đề kế vị tổng thống và khi tổng thống mất năng lực. Mặc dù từ trước đến nay tu chính án này chỉ được sử dụng trong các trường hợp tình trạng sức khỏe của Tổng thống, Điều khoản 4 quy định rằng phó tổng thống, cùng với đa số các thành viên nội các, có thể tuyên bố tổng thống không còn khả năng thực thi nhiệm vụ của mình, rồi sau đó phó tổng thống sẽ lập tức đảm nhận các nhiệm vụ của tổng thống.
Vào tối ngày 6 tháng 1, CBS News đưa tin rằng các thành viên nội các đang thảo luận việc kích hoạt Tu chính án thứ 25. Cả 10 thành viên Dân chủ trong Ủy ban Tư pháp Hạ viện, dưới sự lãnh đạo của Dân biểu David Cicilline, đã gửi một lá thư đến Pence "nhấn mạnh yêu cầu" ông kích hoạt Tu chính án thứ 25 và tuyên bố rắng Trump "không còn khả năng thực thi quyền hạn và nhiệm vụ của chức vụ mình," và cho rằng ông đã kích động và cho phép những cuộc bạo động. Đến ngày 9, Pence vẫn chưa có động thái gì về việc kích hoạt và người ta vẫn không rõ mức độ ủng hộ việc này trong nội các ra sao, nhưng có nguồn cho rằng ông vẫn chưa loại bỏ khả năng làm việc này. Để kích hoạt, Pence và ít nhất 8 thành viên nội các, tức hơn một nửa thành viên, phải đồng ý.  Thêm vào đó, nếu Trump thách thức hành động này, cả hai viện trong Quốc hội phải đồng ý với số phiếu 2/3 mới kích hoạt được.
Một vấn đề rắc rối là một số thành viên trong nội các chỉ là tạm quyền và chưa được Thượng viện phê chuẩn. Hai thành viên Bộ trưởng Bộ Giao thông Elaine Chao và Bộ trưởng Bộ Giáo dục Betsy DeVos đã từ chức ngay sau cuộc bạo loạn. Họ đã bị chỉ trích là đã "trốn tránh trách nhiệm" thay vì ở lại để kích hoạt Tu chính án thứ 25. Tuy nhiên, nhiều nguồn tin cho biết DeVos đã thảo luận việc này trước khi từ chức. Theo một cố vấn, DeVos quyết định từ chức vì tin rằng không có khả năng phế truất Trump qua phương cách này khi biết được tin rằng Pence phản đối.
Ủy ban Nội quy Hạ viện họp mặt vào ngày 12 tháng 1 năm 2021 để biểu quyết cho một nghị quyết không ràng buộc kêu gọi Pence kích hoạt Tu chính án thứ 25. Pence sau đó nhắn lại quan điểm không kích hoạt trong một lá thư gửi đến Pelosi tối ngày 12.  Trong đó, ông cho rằng Tu chính án thứ 25 chỉ nên được sử dụng khi Tổng thống mất khả năng, và việc kích hoạt Điều khoản 4 để trừng trị và cướp quyền của Trump trong lúc đang chuyển giao quyền lực sẽ tạo ra một tiền lệ xấu cho sự bền vững của nhánh hành pháp của chính quyền liên bang Hoa Kỳ.
Cùng ngày, Hạ viện đã biểu quyết thông qua nghị quyết kêu gọi Pence kích hoạt Tu chính án thứ 25.  Nghị quyết được thông qua với 223 phiếu thuận, 205 phiếu chống, và 5 người không bỏ phiếu (tất cả đều là đảng viên Cộng hòa); Adam Kinzinger là đảng viên Cộng hòa duy nhất bỏ phiếu thuận cùng với các đảng viên Dân chủ.

### Dự luật của Jamie Raskin
Tu chính án thứ 25 cho phép Quốc hội thành lập một ủy ban nhằm xác định tổng thống có còn khả năng phục vụ chức vị của mình không, nhưng ủy ban này chưa từng được thành lập. Vào tháng 5 năm 2017, Dân biểu Jamie Raskin (D–MD-8) đã đề xuất ra một đạo luật nhằm tạo ra một "thực thể độc lập không phe phái: Ủy ban Giám sát về Khả năng Tổng thống." Tháng 10 năm 2020, Raskin và Pelosi đã đề xuất một dự luật tương tự.  Theo dự luật, ủy ban sẽ gồm 16 thành viên — bốn bác sĩ, bốn bác sĩ tâm thần, bốn chính khách về hưu từ Đảng Cộng hòa, bốn chính khách về hưu từ Đảng Dân chủ — và một người thứ 17 làm chủ trì.

## Luận tội

### Các nghị quyết dự thảo
Dân biểu Ilhan Omar (D–MN-5) đã viết dự thảo những điều khoản luận tội vào ngày 7 tháng 1. Vào thời điểm đó, nghị quyết do Omar đảm nhận và được Cicilline, Ted Lieu, Al Green, Hank Johnson, Ayanna Pressley, Rashida Tlaib, Vicente Gonzalez, Jamaal Bowman, Mondaire Jones, Veronica Escobar, Alexandria Ocasio-Cortez, và Cori Bush đồng đảm nhận; và cũng được khoảng 60 người khác cùng đề xuất. Vào sáng sớm ngày 8 tháng 1, Omar đã công bố một đoạn trong dự thảo trên tài khoản Twitter của mình, trong đó có đoạn nói "cứ mỗi giờ mà Donald Trump vẫn còn tại nhiệm thì quốc gia của chúng ta, nền dân chủ của chúng ta, và an ninh quốc gia của chúng ta vẫn bị đe dọa."
- Điều I nói về một sự việc diễn ra vào ngày 2 tháng 1 năm 2021, khi Trump đã "liên tục yêu cầu Tổng thư ký tiểu bang Georgia Brad Raffensperger lật ngược kết quả đã được hoàn tất và chứng nhận của cuộc bầu cử tổng thống tháng 11 năm 2021 tại tiểu bang Georgia."
- Điều II nói về hành vi của Trump vào ngày 2 tháng 1 năm 2020, khi mà ông khuyến khích dân chúng đến Washington, D.C. "với mục đích duy nhất là kích động bạo lực và cản trở Quốc hội trong việc thực thi nhiệm vụ hiến định là chứng nhận kết quả phiếu đại cử tri cho cuộc bầu cử năm 2020."

Dân biểu David Cicilline (D–RI-1) cũng cùng lúc phát thảo một điều khoản luận tội khác.  Nội dung điều khoản được CNN lấy được vào ngày 8 tháng 1. Trên Twitter, Cicilline công nhận Ted Lieu và Jamie Raskin là đồng tác giả và cho biết "hơn 110" dân biểu đã ủng hộ điều khoản này.
- "Điều khoản I: Kích động Nội dậy" cáo buộc Trump đã "cố ý đưa ra những phát biểu đã khuyến khích —với kết quả có thể biết trước được—những hành động vô pháp sắp diễn ra tại Điện Capitol." Do đó,  "một đám đông đã bất hợp pháp đột nhập vào Điện Capitol...và làm những hành động bạo lực, gây chết người, phá hoại, và phiến loạn."

### Nghị quyết đề xuất
Ngày 11 tháng 1 năm 2021, Dân biểu David Cicilline, cùng với Jamie Raskin và Ted Lieu đã đề xuất một điều khoản luận tội Trump, buộc tội ông đã "kích động nổi loại" khi kêu gọi những người ủng hộ mình tuần hành đến Điện Capitol. Điều khoản cho rằng ông đã có một số phát biểu "khuyến khích–và đã dẫn đến kết quả có thể biết trước được–hành động vô pháp" cản trở nhiệm vụ hiến định của Quốc hội là chứng nhận kết quả cuộc bầu cử. Điều khoản lập luận rằng qua các hành động của mình, Trump "đã đe dọa tính sự liêm chính của hệ thống dân chủ, can thiệp vào quá trình chuyển giao quyền lực hòa bình, và gây nguy hiểm đến một nhánh chính quyền đồng quyền," qua đó ông đã trở thành một "mối đe dọa vào nên an ninh quốc gia, và Hiến pháp" nếu để ông mãn nhiệm. Vào lúc được đề xuất, 218 trong 222 dân biểu Dân chủ đã ký tên đồng đề xuất, do đó có đủ phiếu để được thông qua. Trump bị luận tội qua biểu quyết ngày 13 tháng 1 năm 2021; 10 dân biểu Cộng hòa, trong đó có Chủ tịch Hội nghị Cộng hòa Hạ viện Liz Cheney, đã bỏ phiếu ủng hộ cùng với tất cả các dân biểu Dân chủ.
Ngày 12 tháng 1, khi thấy điều khoản chắc chắn được thông qua, Pelosi đã ấn định Raskin, Lieu, Cicilline, Diana DeGette, Joaquin Castro, Eric Swalwell, Joe Neguse, Madeleine Dean, và Stacey Plaskett làm những người quản lý trong phiên xử tại Thượng viện, với Raskin trong vai trò quản lý trưởng. Các nhà quản lý được chọn vì họ là những nhà chuyên môn về luật hiến pháp, dân quyền, và tư pháp tội phạm. Raskin là cưu giáo sư luật hiến pháp tại American University. Lieu là cựu công tố viên quân sự trong Không quân Hoa Kỳ. Cicilline là một cựu luật sư công. Swalwell là một cựu công tố viên ở California. DeGette là một cựu luật sư dân quyền, trong khi Castro, Neguse, Dean và Plaskett đều hành nghề luật sư.

### Kết quả biểu quyết

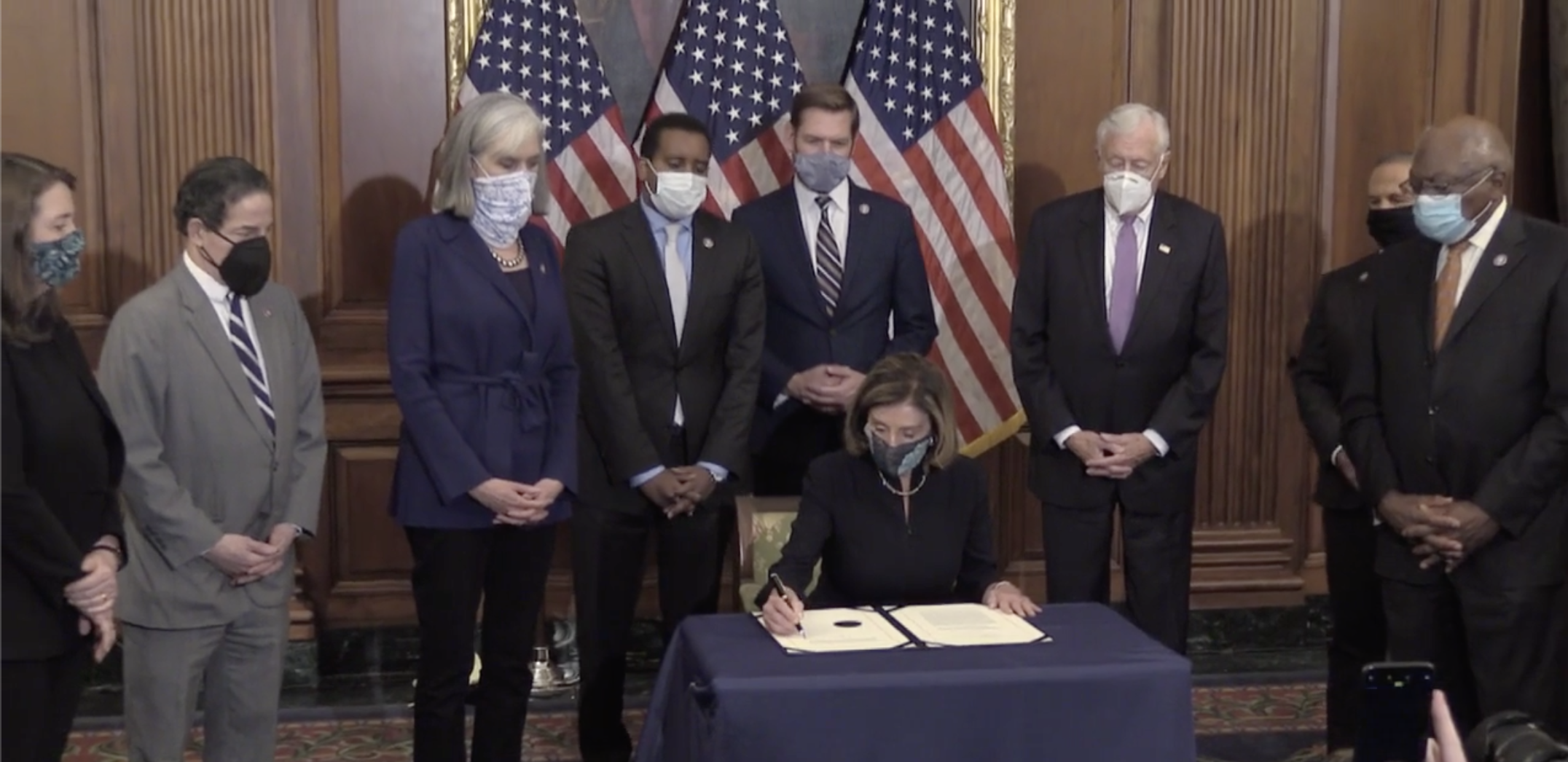
Chủ tịch Nancy Pelosi ký các điều khoản luận tội sau khi thông qua tại Hạ viện

Nghị quyết luận tội Trump được thông qua với 232 phiếu thuận và 197 phiếu chống, cùng với 4 người không bỏ phiếu.  Tất cả các dân biểu Dân chủ đều bỏ phiếu thuận, cùng với 10 dân biểu Cộng hòa: Liz Cheney (WY), Anthony Gonzalez (OH-16), Jaime Herrera Beutler (WA-3), John Katko (NY-24), Adam Kinzinger (IL-16), Peter Meijer (MI-3), Dan Newhouse (WA-4), Tom Rice (SC-7), Fred Upton (MI-6), David Valadao (CA-21).  197 dân biểu Cộng hòa còn lại bỏ phiếu chống. 4 dân biểu Cộng hòa khác không bỏ phiếu: Kay Granger (TX-12), Andy Harris (MD-1), Greg Murphy (NC-3), Daniel Webster (FL-11).

## Phản ứng

### Ủng hộ
Đến ngày 8 tháng 1 năm 2021, hơn 200 nghị sĩ Quốc hội đã kêu gọi phế truất Trump qua cuộc luận tội hay qua phương pháp đã nêu trong Tu chính án thứ 25, cách sẽ được thực hiện nhanh chóng hơn. Nhiều người khác trong giới báo chí và các tổ chức chính trị cũng đã ủng hộ các hành động này.  Nếu Hạ viện luận tội Trump thì sẽ đòi hỏi Thượng viện xét xử trong một phiên tòa và cần 2/3 thượng nghị sĩ có mặt bầu để kết tội ông, và trong lúc này Trump sẽ vẫn tại nhiệm. Đến ngày 8 tháng 1, vẫn chưa rõ số lượng thượng nghị sĩ ủng hộ tiến hành luận tội, trong khi thời gian còn lại trong nhiệm kỳ của Trump còn rất ít.

#### Dân cử liên bang

##### Dân chủ
Nhiều đảng viên Dân chủ tại Hạ viện, trong đó có Ilhan Omar, Ayanna Pressley, Seth Moulton, Alexandria Ocasio-Cortez, và Katherine Clark, đã kêu gọi Quốc hội lập tức luận tội và phế truất Trump, hoặc qua Tu chính án thứ 25. Chủ tịch Hạ viện Nancy Pelosi, một đảng viên Dân chủ, đã kêu gọi phế truất Trump qua Tu chính án thứ 25, và đã tuyên bố rằng bà sẵn sàng bỏ phiếu luận tội nếu việc đó không xảy ra. Pelosi nỏi rằng Trump là "một người rất nguy hiểm không nên được để tại nhiệm." Khi hứa hẹn sẽ luận tội Trump một lần nữa nếu nội các của ông không phế truất ông, Pelosi nói Trump đã "kích động một cuộc nổi dậy vũ trang chống Mỹ" và rằng "sự xúc phạm vui sướng vào Điện Capitol Hoa Kỳ, vốn là ngôi đền của nền dân chủ Mỹ, và bạo động nhắm vào Quốc hội là những điều khủng khiếp mà sẽ luôn là vết nhơ trong lịch sử đất nước ta — đều là do tổng thống xúi giục".
Đến ngày 7 tháng 1, Lãnh đạo Phe Thiểu số tại Thượng viện là Chuck Schumer, đã kêu gọi phế truất Trump ngay lập tức, cũng như nhiều thành viên Dân chủ khác trong Thượng viện.
Ngày 6 tháng 1, Dân biểu Ted Lieu và Charlie Crist đã kêu gọi Phó Tổng thống Mike Pence truất phế Trump qua Tu chính án thứ 25.

##### Cộng hòa
Ngày 6 tháng 1, bốn "dân cử cao cấp từ Đảng Cộng hòa" đã nói vớ CNN họ tin rằng Trump nên bị phế truất qua Tu chính án thứ 25, trong khi hai dân cử Cộng hòa khác nói Trump nên bị phế truất qua luận tội. Đến ngày 8 tháng 1, CNN cũng đưa tin hai dân biểu Cộng hòa trong Hạ viện, nhưng không nêu tên, nói rằng họ cũng sẽ cân nhắc việc bỏ phiếu luận tội.  Một người giải thích: "Chúng tôi đã trải qua cuộc tấn công; chúng tôi không cần nghe điều trần dông dài về việc gì đã xảy ra." 
Đến ngày 9 tháng 1, chưa có Thượng nghị sĩ nào công khai kêu gọi phế truất Trump, theo CNN. Tuy nhiên, vào ngày 8 tháng 1, Thượng nghị sĩ Ben Sasse nói rằng ông sẽ cân nhắc một cuộc luận tội vì Trump đã vi phạm lời tuyên thệ nhậm chức, trong khi Thượng nghị sĩ Lisa Murkowski kêu gọi Trump từ chức ngay lập tức, nói rằng: "Tôi muốn ông ta ra khỏi. Ông đã gây thiệt hại đủ rồi." Murkowski cũng gợi ý rằng bà có thể sẽ bỏ đảng Cộng hòa và trở thành chính khách độc lập, vì "nếu Đảng Cộng hòa đã trở thành không gì khác là đảng của Trump, tôi thật sự đặt câu hỏi nó còn là đảng cho tôi hay không nữa" Thượng nghị sĩ Pat Toomey từ Pennsylvania, người sẽ không tái tranh cử năm 2022, cho biết vào ngày 9 tháng 1 rằng ông nghĩ Tổng thống Trump "đã phạm những điều đáng luận tội" và những đồng nghiệp trong đảng của mình nên "tự vấn lương tâm" về những sự liên lụy của họ, nhưng ông không nói ông sẽ bỏ phiếu thế nào nếu sự việc dẫn đến phiên xử tại Thượng viện.
Đến ngày 9 tháng 1, chỉ có một dân biểu Cộng hòa trong Hạ viện đã công khai kêu gọi phế truất Trump: Adam Kinzinger. Dân biểu Cộng hòa Peter Meijer, vào ngày 11 tháng 1, phát biểu rằng ông đang "nghiêm túc cân nhắc" luận tội.
Ngày 11 tháng 1, 24 cựu nghị sĩ Quốc hội lên tiếng ủng hộ luận tội.
Đến ngày 12 tháng 1, tờ The New York Times đưa tin rằng lãnh đạo phe đa số trong Thượng viện Mitch McConnell tin rằng Trump đã có vi phạm đáng bị luận tội và hài lòng với một cuộc luận tội, vì ông tin rằng việc này sẽ tạo điều kiện cho các đảng viên Cộng hòa ôn hòa khai trừ ông Trump ra khỏi đảng. McConnell và Trump được báo cáo là chưa nói chuyện với nhau ít nhất kể từ cuộc bạo loạn, hoặc theo một nguồn khác là từ khi McConnell công nhận chiến thắng của Biden. Cuối hôm đó, hai dân biểu đảng Cộng hòa là John Katko và Liz Cheney đã lần lượt tuyên bố rằng họ sẽ bỏ phiếu luận tội Trump.

#### Dân cử tiểu bang

##### Thống đốc
Các thống đốc và phó thống đốc sau đây đã nói Trump nên bị phế truất:
- Thống đốc Illinois J. B. Pritzker (Dân chủ)[68]
- Thống đốc Maryland Larry Hogan (Cộng hòa)[69]
- Phó Thống đốc Maryland Boyd Rutherford (Cộng hòa)[70]
- Thống đốc Massachusetts Charlie Baker (Cộng hòa)[71]
- Thống đốc New York Andrew Cuomo (Dân chủ)[72]
- Thống đốc Bắc Carolina Roy Cooper (Dân chủ)[73]
- Thống đốc Vermont Phil Scott (Cộng hòa)[74]
- Thống đốc Virginia Ralph Northam (Dân chủ)[75]

#### Viên chức trong chính quyền

##### Cựu viên chức
Cựu Chánh văn phòng Nhà Trắng John F. Kelly nói rằng ông sẽ bỏ phiếu truất phế Trump nếu ông vẫn còn trong chính quyền.

#### Báo chí
Yoni Appelbaum (The Atlantic), David French (Time), Austin Sarat, Tom Nichols (USA Today), David Landau, Rosalind Nixon, và Bret Stephens (The New York Times) đã kêu gọi luận tội Trump một lần nữa để ông mất điều kiện giữ chức vụ trong tương lai.
Một số nhà bình luận bảo thủ, trong đó có Meghan McCain, Rod Dreher, Daniel Larison (The American Conservative), John Podhoretz (Commentary), Tiana Lowe và Eddie Scarry (Washington Examiner) đã tỏ ý ủng hộ luận tội hay kích hoạt Tu chính án thứ 25 để phế truất Trump. Matthew Continetti, trên tờ National Review, cũng kêu gọi phế truất Trump.
Những nhà bình luận cấp tiến như John Nichols (The Nation) và Matt Ford (The New Republic) cũng đã kêu gọi luận tội Trump và vĩnh viễn tước điều kiện cho ông giữ chức vụ nào trong tương lai.
Trong khi gọi vụ xông vào Điện Capitol là một "hành động phiến loạn", ban xã luận của tờ The Washington Post đã viết việc Trump "vẫn còn tại chức là một mối đe dọa nghiêm trọng đến nền dân chủ Hoa Kỳ" cũng như trật tự công cộng và an ninh quốc gia, và kêu gọi Pence ngay lập tức bắt đầu thủ tục theo Tu chính án thứ 25 và tuyên bố rằng Trump "không còn khả năng thi hành những quyền hạn và nhiệm vụ của chức vụ mình" để Pence có thể thay thế đến khi Biden nhậm chức vào ngày 20 tháng 1. Trong bài xã luận đầu tiên do nhân viên tự viết, tờ The Dispatch nói rằng Trump đã "lạm dụng chức vụ của mình", "vi phạm niềm tin của công chúng", và "kích động một cuộc tấn công vào Điện Capitol và Quốc hội.  Ông ta phải bị phế truất." Ban xã luận của tờ Financial Times kêu gọi "bắt Trump chịu trách nhiệm cho vụ xông vào Điện Capitol". Ban xã luận của tờThe Wall Street Journal cũng kêu gọi Trump từ chức, và miêu tả các hành động của ông là "đáng bị luận tội" và cho rằng vị tổng thống đã "vượt qua một giới hạn hiến định mà ông Trump chưa từng vượt qua trước đây".

#### Các tổ chức khác
The Lincoln Project (một ủy ban hành động chính trị thành lập bời những đảng viên Cộng hòa chống Trump và cựu đảng viên Cộng hòa khác) đã kêu gọi Hạ viện và Thượng viện "ngay lập tức luận tội Trump vì đã chỉ đạo và kích động vụ tấn công này".
Tổ chức Hiệp hội Nhà sản xuất Quốc gia cũng kêu gọi Pence "cân nhắc nghiêm túc" việc kích hoạt Tu chính án thứ 25.
Freedom House đã đưa ra một thông cáo báo chí kêu gọi phế truất Tổng thống Trump ngay lập tức, qua các phương pháp từ chức, Tu chính án thứ 25, hay luận tội.

### Phản đối

#### Thượng viện
Lãnh đạo Phe Đa số Thượng viện Mitch McConnell đã lập luận rằng Thượng viện đang chỉ họp trên hình thức cho đến ngày 19 tháng 1 và sẽ không làm việc gì nếu không có sự đồng thuận của toàn bộ Thượng viện. Theo điều lệ của Thượng viện cho việc xét xử luận tội, một khi những điều khoản luận tội được chuyển đến Thượng viện, phiên tòa xét xử phải diễn ra ngày hôm sau.  Nếu những điều lệ này được tuân thủ, phiên tòa xét xử Trump sẽ không thể diễn ra đến khi Biden đã nhậm chức.
Ngày 8 tháng 1, Thượng nghị sĩ Lindsey Graham (R–SC) đã đăng tweet rằng luận tội sẽ "gây hại nhiều hơn có lợi." Trong một tweet sau đó, ông ngụ ý rằng Pelusi và Schumer muốn luận tội Trump vì họ lo ngại về sự nghiệp chính trị của họ.

#### Nơi khác
Giáo sư Đại học Luật Harvard đã về hưu Alan Dershowitz, người từng đại diện cho Trump trong cuộc luận tội năm 2019-20 và đã ủng hộ Biden trong cuộc bầu cử năm 2020, đã phản đối một cuộc luận tội nữa.  Ông nói rằng Trump "đã không vi phạm điều nào đáng luận tội theo hiến pháp" và cho rằng ông "sẽ vinh dự một lần nữa bảo vệ Hiến pháp chống lại những nỗ lực phe phái để biến nó thành một vũ khí cho các mục đích chính trị."
Cựu Cố vấn An ninh Quốc gia John Bolton kêu gọi Trump từ chức; tuy nhiên, ông lập luận chống lại cả hai việc kích hoạt Tu chính án thứ 25 và luận tội, cho rằng nó là "một ý kiến rất xấu", và rằng tu chính án là phần "tồi tệ nhất" trong Hiến pháp, và sẽ dẫn đến "hai chính quyền tổng thống tranh giành nhau" nếu được kích hoạt và bị Trump thách thức.
Nhằm đối trọng nỗ lực luận tội, các dân biểu Hạ viện đã đề xuất một nghị quyết nhằm khiển trách Trump, được dân biểu Brian Fitzpatrick cùng Tom Reed, Young Kim, John Curtis, Peter Meijer, và Fred Upton đồng đề xuất (Meijer và Upton đã tuyên bố họ sẽ ủng hộ luận tội).
Ngày 12 tháng 1, Trump đã miêu tả cáo buộc luận tội là một "cuộc săn phù thủy" đang "gây phẫn nộ khủng khiếp" trong những người ủng hộ ông.

## Chú giải
1. ↑  Những dân biểu sau dây không bỏ phiếu cho nghị quyết kích hoạt Tu chính án thứ 25: Dan Crenshaw (TX-2), Kay Granger (TX-12), Greg Murphy (NC-3), Michelle Steel (CA-48), và Daniel Webster (FL-11).